# Santa Rita (Nuevo México)

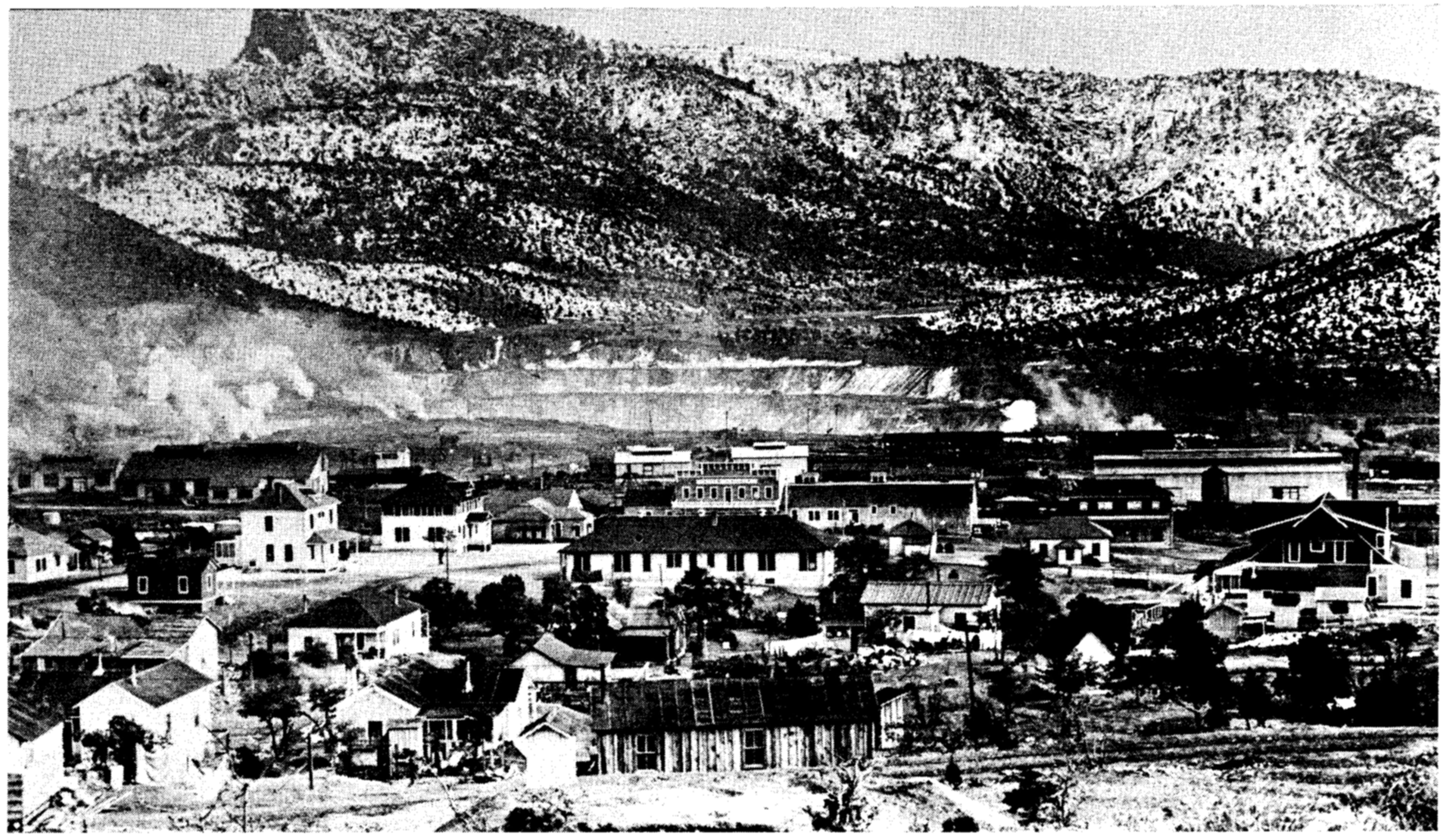
Pueblo de Santa Rita en 1919 con la Mina El Chino de fondo.

Santa Rita es un pueblo fantasma en el condado de Grant en el estado estadounidense de Nuevo México. El sitio de la mina de cobre El Chino, Santa Rita, estaba ubicado a unos 24 kilómetros al este de Silver City.

## Historia
La minería del cobre en la zona comenzó a fines del período colonial español, pero no fue hasta 1803 que Francisco Manuel Elguea, un banquero y empresario chihuahuense, fundó el pueblo de Santa Rita del Cobre, en honor a Rita de Cascia y la mina existente. A principios del siglo XIX, la mina producía más de 6 millones de libras de cobre al año. El mineral fundido en bruto se enviaba a Chihuahua para su posterior fundición y luego se enviaba a la Ciudad de México a lomo de mula. El área era relativamente pacífica, a pesar de un ataque ocasional de la banda Warm Springs (Mimbres) de Chiricahua Apache, que vivía cerca en las cabeceras de los ríos Gila y Mimbres.
A finales de 1821, pasó a formar parte del Primer Imperio mexicano.
En abril de 1837, un comerciante estadounidense llamado John Johnson atrajo a los apaches a una reunión y luego los masacró para vender sus cabelleras a cambio de la recompensa ofrecida por el gobierno mexicano. La masacre de Johnson enardeció a los Apaches en lugar de intimidarlos, La rica mina de cobre de Santa Rita fue un objetivo principal de Mangas Coloradas y sus seguidores, En 1838, 22 cazadores de pieles murieron cerca y los Apaches cortaron la línea de suministro de la mina. Los 300 a 400 habitantes de Santa Rita huyeron al sur, hacia el presidio de Janos a 150 millas de distancia, pero los apaches los mataron a casi todos en el camino, En 1848 pasó a manos estadounidenses con la firma del Tratado de Guadalupe Hidalgo. Posteriormente la mina Santa Rita solo estuvo en funcionamiento ocasionalmente hasta 1873 cuando el jefe Apache Cochise firmó un acuerdo de paz con los EE. UU. y la mina fue reabierta.
Martin B. Hayes reabrió la mina en 1873 después de que Cochise firmara un tratado de paz, sin embargo la ciudad siguió siendo objeto de ataques apaches por parte de Gerónimo, Victorio y otros líderes hasta 1886, cuando Gerónimo se rindió por última vez. Se llegaron a establecer cerca de 6.000 mineros, hasta que comenzaron los despidos significativos en la mina en la década de 1950. Se abrió una oficina de correos en 1881 y la llegada del ferrocarril cinco años después estimuló un mayor desarrollo de la mina.
Después de que la mina Santa Rita se convirtió en un tajo abierto en 1901, el pueblo se vio obligado a mudarse varias veces a medida que crecía el tajo. Poco después de que la ciudad se reubicara en 1957, fuertes lluvias arrastraron rocas y lodo hacia el nuevo sitio de la ciudad.  La ciudad fue abandonada de una vez por todas en 1967 y el sistema escolar de la zona se suspendió en 1972.
La población de Santa Rita era de unos 500 habitantes en 1884. Para 1915 era de 2500 y para 1920 había llegado a 6000. Permaneció en 6.000 hasta que comenzaron importantes despidos en la mina en la década de 1950.

## Personas notables
- Ralph Kiner, miembro de la National Baseball Hall of Fame.
- Harrison Schmitt, geólogo, astronauta del Apolo 17 y senador de los Estados Unidos de 1977-83.
- William Harrell Nellis, aviador de la Fuerza Aérea de los Estados Unidos.